# Vidim (Russia)
Vidim (in russo Видим?) è un insediamento di tipo urbano della Russia, situato nell'Oblast' di Irkutsk.